# اوتاتی
اوتاتی (به ایتالیایی: Ottati) یک کومونه در ایتالیا است که در استان سالرنو واقع شده‌است. اوتاتی ۵۳ کیلومتر مربع مساحت و ۶۸۰ نفر جمعیت دارد و ۵۲۹ متر بالاتر از سطح دریا واقع شده‌است.